# Alisa Reyes
Alisa Reyes (New York, 3 februari 1981) is een Amerikaans actrice (van Dominicaanse afkomst), waarschijnlijk het bekendst door haar rol in de Nickelodeon-serie All That (1994-1997).

## Filmografie
- DaZe: Vol. Too (2009) als Amy
- Sisters (2006)
- Dutch (2009) als Venus
- Players (2002)
- Contradictions of the Heart (2006) als Ellen
- 4-Bidden (2007) Sydney
- The Doorman (2007)
- Without a Trace Angelina Torres (Gastrol, 2006)
- Freezerburn (2005) Angie
- Cuts Monica (Gastrol, 2005)
- The Proud Family Movie (2005) LaCienega Boulevardez
- The Proud Family LaCienega Boulevardez (45 afleveringen, 2001-2005)
- Pledge of Allegiance (2003) als Rachel
- Six Feet Under Julie (Gastrol, 2004)
- A Sight for Sore Eyes (2004) Laura Sanchez
- ER (Gastrol, 2003)
- Boston Public Trina Sanchez (3 afleveringen, 2002)
- NYPD Blue Luisa Salazar (Gastrol, 2002)
- American Family Vangie Gonzalez / ... (5 afleveringen, 2002)
- Passions Syd Valentine (10 afleveringen, 2002-2003)
- V.I.P. (Gastrol, 2001)
- The Bold and the Beautiful Ginger (Gastrol, 2001)
- Spyder Games (2001) Rocio Conejo
- One World Marci Blake (39 afleveringen, 1998-2001)
- Strong Medicine Sonia (1 aflevering, 2000)
- All That (1994) (1995-1997)
- The Proud Family Movie (2005)
- The John Kerwin Show Herself (1 aflevering, 2005)
- The Making of 'A Sight for Sore Eyes'  (2003)
- Search Party Celebrity Contestant (2 afleveringen, 2000)
- All That (1 aflevering, 1999)
- Figure It Out (1997) (1997)
- All That (1 aflevering, 1997)
- Reading Rainbow (1 aflevering, 1991)